# Badische Weinstraße

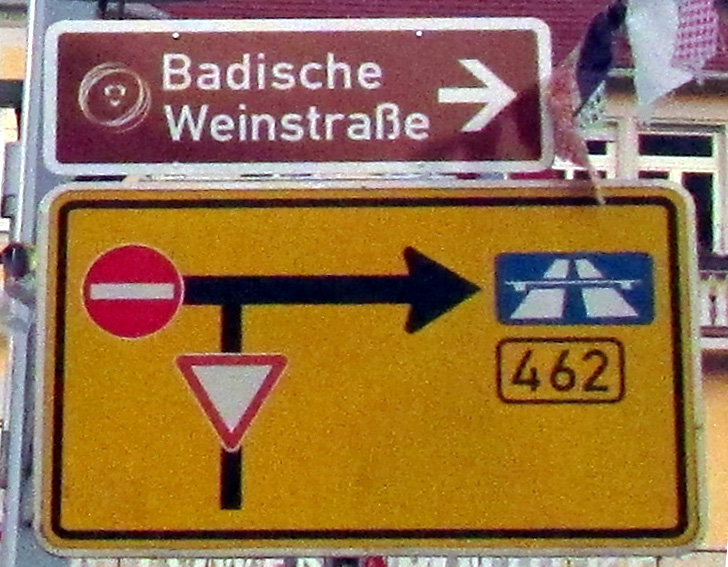

De Badische Weinstraße is een toeristische autoroute in Duitsland. De bewegwijzerde route loopt door het wijngebied Baden, van Laudenbach tot Weil am Rhein, over een afstand van ongeveer 500 kilometer.

## Geografie
De Badense wijnroute loopt door de wijnbouwgebieden Badische Bergstraße, Taubertal, Kraichgau, Ortenau, Kaiserstuhl, Tuniberg, Breisgau en Markgräflerland, die allemaal tot het wijnbouwgebied van Baden behoren. Met een wijngaardoppervlak van ongeveer 15.727 hectare is Baden het derde grootste wijnbouwgebied van Duitsland.
De drie grootste wijnbouwgebieden zijn Kaiserstuhl, Markgräflerland en Ortenau. Terwijl de route in Ortenau en Breisgau een duidelijk tracé heeft met weinig omwegen, wordt deze in de gebieden Kaiserstuhl en Tuniberg uitgebreid met alternatieve routes aan de voet van het Zwarte Woud. De tot het wijnbouwgebied Baden behorende gebieden rond het Bodenmeer en Tauberfranken vallen nog niet onder de Badische Wijnroute.
De borden langs de Badische Weinstraße zijn voorzien van een logo dat is ontworpen door de Badische Weinbauerverband en geven aan in welk wijnbouwgebied u zich op dat moment bevindt.